# 巴西班讓戰役
巴西班讓戰役是第二次世界大戰期間1942年2月間大日本帝國陸軍侵略大英帝國所屬新加坡的最後階段，發生於2月13日至15日之間，是新加坡戰役的一個組成部份。2月13日，日軍在武吉知馬戰役中擊敗防守新加坡的盟軍後，繼續逼向地勢險要的巴西班讓山脊（Pasir Panjang Ridge），兵力大約有13,000人，是侵略新加坡的36,000人總兵力的重要組成部分。守衛巴西班讓的盟軍主要是英國陸軍馬來亞司令部的第1馬來亞步兵旅。

## 背景
第1馬來亞步兵旅主要由詹姆斯·理察·格倫科·安德烈（James Richard Glencoe Andre）中校統領的第1和第2馬來軍團以及莫當特·埃爾靈頓（Mordaunt Elrington）中校統領的英國第2忠誠團組成，其中還包括了迫擊炮排、防空排和雷金納德·魯道夫·奇爾德斯·卡特（Reginald Rudolph Childers Carter）上尉統領的布倫機槍運輸車排等後備軍。他們的任務是鎮守通往巴西班讓山脊的通道，右翼由印度第44步兵旅負責防守。第1馬來亞步兵旅的阿南·賽迪中尉帶領42名部下組成一排，負責守衛鴉片山（Bukit Chandu）。

## 經過

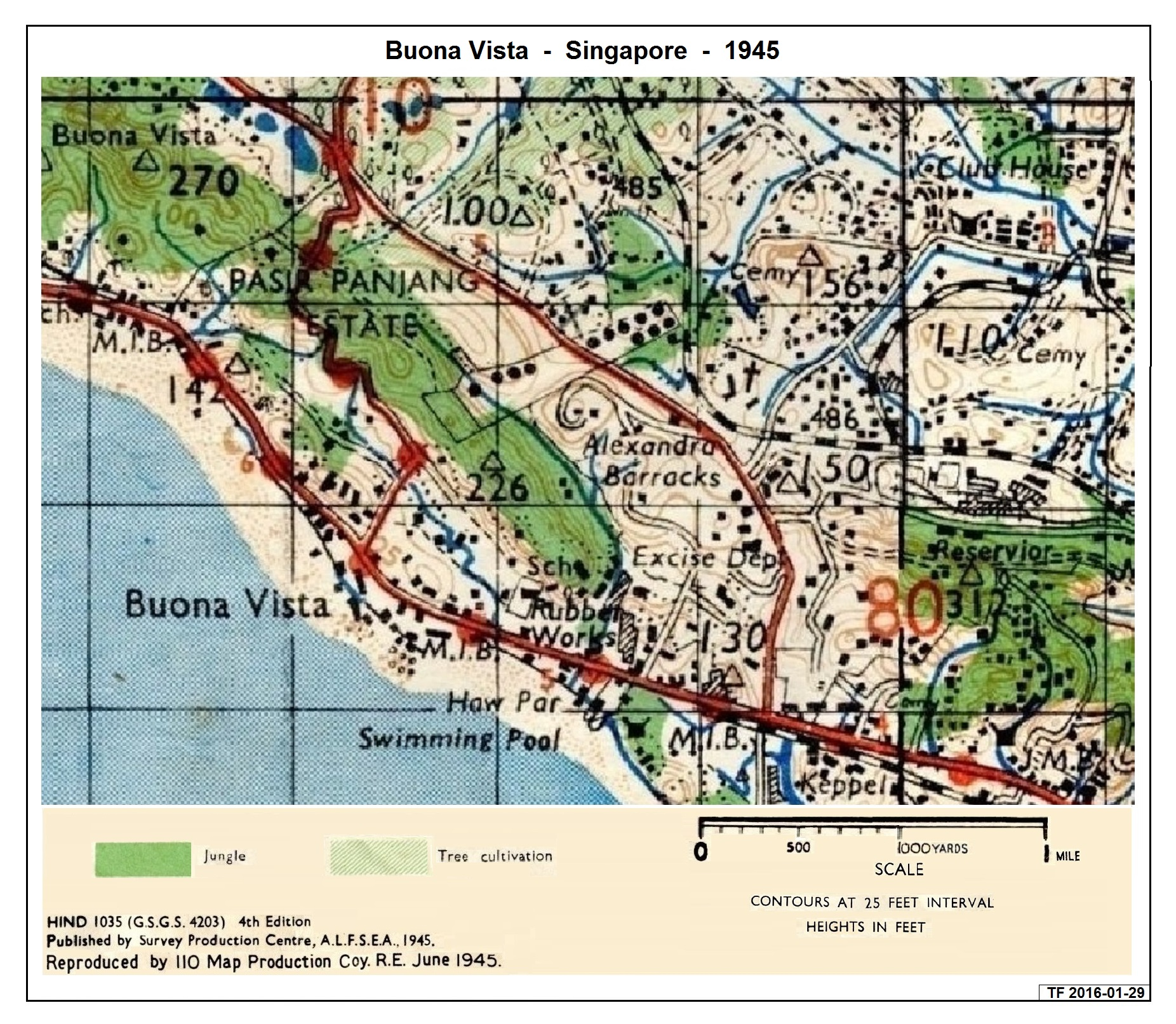
1945年的巴西班讓戰役地圖

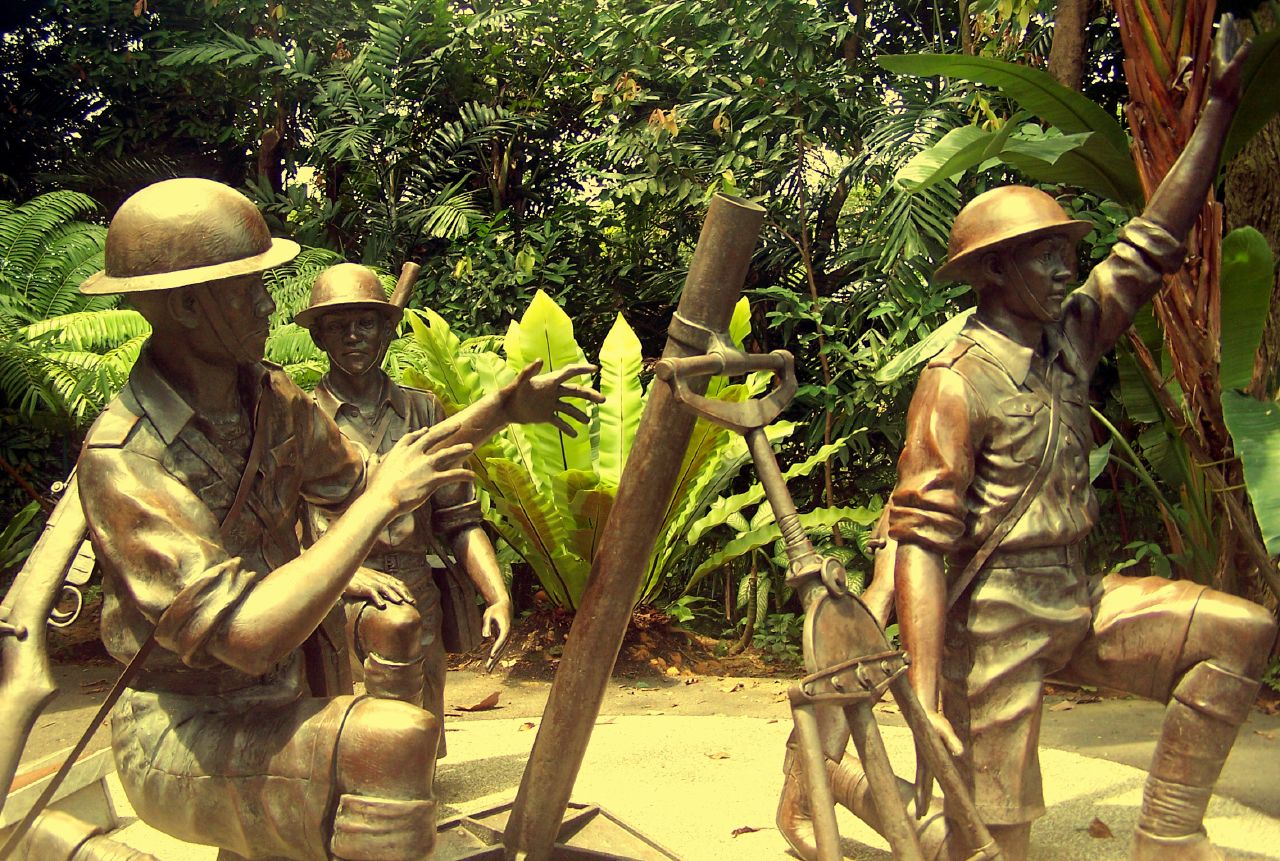
鴉片山崗戰役紀念館外的馬來軍團迫擊砲兵塑像

2月13日早上，日軍第56步兵團在炮兵支援和那須義雄大佐的指揮下開始沿著亞逸拉惹路（Ayer Rajah Road）進攻巴西班讓山脊和新加坡西南海岸一帶。到了下午2點左右，日軍有炮兵和坦克的支援，火力太猛烈，迫使鎮守防線的第1馬來軍團B連撤退到後方。B連還未完全撤退前，日軍突破了他們的陣地，B連的士兵用刺刀與日軍進行了肉搏戰，有些設法自救，其他的被日軍俘虜。當天晚上，印度第44步兵旅和第1馬來亞步兵旅撤退到亞逸拉惹路和德普路（Depot Road）的交匯處，在現今波娜維斯達周圍。
2月14日農曆除夕，日軍於早上8點30分在迫擊炮和炮兵的支援下，再次對盟軍進行大規模攻擊。 盟軍一開始成功地擊退了日軍，但接下來日軍攻勢越來越猛烈，雙方傷亡慘重。下午4點，日軍在坦克的支援下再次進攻，成功突破盟軍左翼，左翼的盟軍被迫退回到從亞逸拉惹路和德普路的交匯處一直到亞歷山大（Alexandra）、沿著運河通往東南方武吉慈明（Bukit Chermin）的防線。由於盟軍兩翼部隊未能堅守陣地，第1馬來亞步兵旅收到命令在隔天下午2點30分撤退。
由阿南·賽迪統領的第1馬來軍團C連此時正在守衛鴉片山（Bukit Chandu）。鴉片山因山下有鴉片加工廠而得名，是盟軍地勢險要的防禦陣地，因為它位於高處，能從西北方俯視新加坡市中心，而且日軍一旦佔領了鴉片山，就可以直接通往山後的亞歷山大。盟軍在亞歷山大一帶有一間軍事醫院和許多彈藥庫和補給站，例如諾曼頓油庫（Normanton Oil Depot）。第1馬來軍團C連和D連中間隔著一條運河，河裡有從被炸毀的諾曼頓油庫流出、燃燒著的浮油。
2月14日下午，日軍進攻鴉片山，派遣了數十名士兵偽裝成英屬印度陸軍旁遮普士兵，試圖潛入盟軍。這些日本士兵穿著被俘虜的印度士兵軍服，在臉和皮膚上塗上泥土和煙灰，再戴上頭巾，扮成旁遮普士兵。阿南·賽迪識破日軍的偽裝，因為英軍是三人並排行走的，而日軍則是四人。 當日本士兵接近馬來軍團的防線時，阿南命令部下開火，射死了22名日本士兵，其餘敗逃。
兩小時後，日軍在炮兵和坦克的支援下大舉發動全面萬歲衝鋒，目的是要集中兵力和火力突破馬來軍團的防線，全殲山上的敵軍。馬來軍團雖然寡不敵眾，並缺乏彈藥（只剩下幾枚手榴彈）、食品、醫療品等急需用品，卻仍然奮勇抵抗日軍，用刺刀與日軍進行了肉搏戰。阿南本人受了槍傷，但他拒絕投降，並敦促部下戰鬥到底，日軍不久後佔領了鴉片山。众學者認為阿南的確於2月14日在巴西班讓戰役中陣亡，但英日兩方對他陣亡的說法在具體細節上有所不同，他的實際死亡情況從未被正式記錄下來。日軍的說法是日軍俘虜了身負重傷的阿南，不斷對他拳打腳踢，經過兩天的頑強抵抗和拒絕投降後，他被綁在樹上用刺刀刺死。 另一種說法是日軍把他綁在麻袋裡毆打一頓，後反覆用刺刀刺死，再將他的屍體倒掛在樹上。英軍的報告證實阿南的屍體在新加坡淪陷後被發現倒掛在樹上，在許多有關馬來亞戰役的文獻中得到了重複。

## 後續
馬來軍團在巴西班讓戰役中一共有159人陣亡，其中有6名英國軍官、7名馬來軍官。600名生存的馬來軍團士兵在吉寶高爾夫球場（Keppel Golf Link）處集合，後來與其他來自英屬印度陸軍的俘虜被帶到花拉公園（Farrer Park）集中點。日軍的總傷亡人數未有記載。
巴西班讓戰役在戰略上意義不大，從軍事作戰的角度來看並不能改變新加坡最終淪陷的結果，盟軍最終還是得向日軍投降。鎮守在巴西班讓的盟軍的主要任務是守住通往巴西班讓山脊的道路，而不是抵擋敵軍的猛烈進攻。鴉片山位於高處，能從西北方俯視新加坡市中心，而且日軍一旦佔領了鴉片山，就可以直接通往山後的亞歷山大。日軍奪取鴉片山後，在亞歷山大醫院屠殺了受傷的盟軍士兵和醫院員工。

巴西班讓戰役結束後，守衛新加坡的盟軍與日軍在亞歷山大醫院、丹戎巴葛和聖淘沙島一帶繼續戰鬥，直到盟軍於1942年2月15日傍晚6點30分在武吉知馬路的福特汽車工廠（Ford Motor Factory）正式向日軍投降。盟軍總司令白思華曾說：
"馬來軍團展現了團隊精神和紀律可以實現的目標。他們各自的部隊堅守陣地，有些幾乎被殲滅。"

## 紀念
阿南·賽迪在巴西班讓戰役中的英勇行為受人景仰，在新加坡和馬來西亞被視為民族英雄，其故事也被改編成小說，作為馬來西亞中學馬來語課程的教材。
2002年，鴉片山的一座殖民地時代平房被改建為鴉片山崗戰役紀念館（Reflections at Bukit Chandu）。
2021年2月9日，巴西班讓戰役的最後倖存者、馬來軍團老兵烏姜·莫敏 (Ujang Mormin) 在馬來西亞雪蘭莪的一間醫院因患上冠狀病毒逝世，享年100歲。

## 外部連結
- Pasir Panjang Battle Diary